# Ivo Babuška
Ivo M. Babuška, né le 22 mars 1926 à Prague et mort le 12 avril 2023, est un mathématicien tchéco-américain, connu pour ses travaux sur la méthode des éléments finis et la preuve du théorème de Babuška-Lax-Milgram pour les équations aux dérivées partielles. 
Un de ses résultats les plus connus sur les éléments finis est la condition de Babuska–Brezzi, qui donne des conditions suffisantes pour assurer une formulation faible stable. La condition BB a amené les mathématiciens et les ingénieurs à reprendre les états de l'art de la résolution numérique des problèmes technologiques comme les flux de Darcy, de Stokes, de Navier-Stokes incompressible, et le problème d'élasticité quasi incompressible. Il est également connu pour être à l'origine des travaux sur les méthodes adaptatives en p et hp de la méthode des éléments finis. Il a également développé le cadre d'étude mathématique sur les méthodes de partition de l'unité.

## Biographie
Ivo Babuška étudie l'ingénierie civile à l’université technique de Prague, dont il est diplôme en 1949. En 1951 il reçoit le titre de technicien ; sa dissertation doctorale est supervisée par Eduard Čech et Vladimir Knichal. À partir de 1949, il étudie à l'Institut mathématique de l'Académie des sciences de Tchécoslovaquie et prend la tête du Département des équations aux dérivées partielles. En 1955, il obtient son doctorat en mathématiques.
Ivo Babuška travaille dans les mathématiques appliquées, les méthodes numériques, méthode des éléments finis, et la mécanique numérique. En 1968, il devient professeur à l'université du Maryland, jusqu'à sa retraite en 1996, où il est alors Distinguished University Professor. En 1989 il cofonde l'entreprise ESRD, Inc. qui a développé le logiciel de calcul par éléments finis StressCheck, qui met en pratique une grande partie des travaux de Babuška,. Après son passage à l'Université du Maryland, il part pour l'Institute for Computational Engineering and Sciences de l'université du Texas à Austin où il a la chaire en ingénierie de Robert B. Trull.
Ivo Babuška a publié plus de 300 articles dans des journaux à comité de rlecture, plus de 70 communications à des conférences et plusieurs ouvrages. Il est régulièrement invité dans des conférences internationales et fait partie de plusieurs conseils éditoriaux pour des journaux scientifiques. Son travail a été récompensé par quatre doctorats honoris causa, le prix de l'État de Tchécoslovaquie pour les mathématiques, le Prix George David Birkhoff, le Humboldt Award de la République fédérale d'Allemagne et est membre honoraire étranger de la Société savante tchèque et la médaille Bolzano. En 2003, l'astéroïde 36060 Babuška a été nommé en son nom par l'Union astronomique internationale. En 2005, Babuska reçoit la médaille honoraire De Scientia Et Humanitate Optime Meritis et est élu à l'Académie nationale d'ingénierie des États-Unis. Il reçoit en 2012 le prix Leroy P. Steele pour l'ensemble de sa carrière. Il est également membre de l'Académie de médecine, ingénierie et sciences du Texas.